# Heinrich Schmitz (lekarz)
Heinrich Schmitz (ur. 3 lipca 1896, zm. 26 listopada 1948 w Landsberg am Lech) – lekarz obozowy w obozie koncentracyjnym Flossenbürg i zbrodniarz wojenny.
Doktor medycyny, członek NSDAP od 1932 roku. Od 2 maja 1944 do 22 marca 1945 roku był cywilnym lekarzem obozowym (nie należał do SS) we Flossenbürgu. W tym okresie Schmitz dopuścił się licznych zbrodni, w tym: mordował więźniów zastrzykami fenolu, przeprowadzał zbrodnicze operacje chirurgiczne, brał udział w egzekucjach na terenie obozu. Odpowiadał za fatalne warunki panujące w szpitalu obozowym i nie zrobił nic, by zapobiec epidemii tyfusu, która szalała w obozie w styczniu 1945 roku (zginęło wówczas prawie 3 tysiące więźniów).
Po zakończeniu wojny Heinrich Schmitz zasiadł na ławie oskarżonych w czwartym procesie załogi Flossenbürga przed amerykańskim Trybunałem Wojskowym w Dachau. Podczas procesu udawał, że jest niepoczytalny, by uznano go za niewinnego. Trybunał nie dał jednak wiary zeznaniom Schmitza i wobec ogromu jego zbrodni skazał go na karę śmierci. Wyrok wykonano przez powieszenie w  więzieniu Landsberg pod koniec listopada 1948 roku.